# Cornelis Willem de Rhoer
Cornelis Willem de Rhoer, né le 26 septembre 1751 à Deventer, mort le 15 janvier 1821 à Utrecht, est un historien, érudit, juriste et homme politique néerlandais.

## Biographie
Fils du théologien Jacobus de Rhoer, Cornelis Willem de Rhoer fait ses études secondaires à Deventer puis suit son père à Groningue en 1768. Il soutient une thèse de philosophie en 1770 et de droit romain et moderne en 1773 à l'université de Groningue. De 1773 à 1777, il est avocat à Groningue. Le 17 novembre 1777, il est nommé professeur d'histoire, de rhétorique et de grec à l'université de Harderwijk. Il en est le recteur entre juin 1780 et juin 1781. En 1784, il devient également professeur d'histoire néerlandaise.
En 1795, il est nommé juge à la cour provinciale d'Utrecht et, de ce fait, n'enseigne plus que le droit à Hardewijk. Il est élu député à la première Assemblée nationale batave en janvier 1796 par le district de Harderwijk. Il siège aux côtés des fédéralistes et est appelé à la commission chargée de la rédaction du projet constitutionnel, du 15 mars au 10 novembre. Il est remplacé par Jan Carel Smissaert. Il préside l'assemblée du 10 mars au 3 avril 1797. 
Le 7 mars 1798, il devient professeur de droit romain, droit moderne, droit international et droit naturel à l'université d'Utrecht.

## Publications
- 1770 : De studiis literariis Caesaris Augusti (thèse de doctorat)
- 1773 : De poena ad filios et propinquos rei non extendenda, in quo variarum gentium mores ac leges exponuntur earumque caussae indagantur (thèse de doctorat)
- 1781 : Pro fructibus qui ex historiae patriae studio in vitam civilem redeunt enz.